# Gymnase (Suisse)
Pour les articles homonymes, voir Gymnase.
En Suisse, un gymnase, dans les cantons de Vaud, Berne, Bâle-Ville, Bâle-Campagne et Fribourg (uniquement pour le gymnase intercantonal de la Broye à Payerne), est un établissement d'enseignement secondaire du deuxième cycle qui propose une formation en voie maturité, culture générale ou commerciale.